# Берізки (Куп'янський район)
Берізки — колишнє село Чорненської сільської ради Великобурлуцького району,
Харківська область.
1997 року приєднане до села Нефедівка.

## Географія
Село Берізки розташовувалося за 2 км від річки Плотва, на відстані 1 км — села Бабишкіно та Слизневе.